# マツダ・颯爽
マツダ・颯爽（マツダ・さっそう、Mazda Sassou) はマツダが製造したコンセプトカーである。

## 概要
颯爽はマツダデザインの将来の方向性を示すコンセプトカー3部作のうちの1台で、2005年のフランクフルトモーターショーで発表された。
モーターショーに展示するコンセプトカーは開催地周辺でデザインされるという計画の第1弾となる颯爽はドイツのフランクフルトにあるマツダデザインセンターでデザインされた。2006年の北京国際モーターショーにも展示され、アジア初公開された。
Bセグメントの方向性を示すコンセプトカーで、初めて車を購入する若者をターゲットとし、進化したZoom-Zoomデザインに障子をヒントにしたエクステリアデザイン、USBキーを使用したエンジンスタートなどが特徴。